# 小叶苔科
小叶苔科（学名：Fossombroniaceae）是小叶苔目下的一个科。

## 下属分类
本科包括以下属：
- Austrofossombronia R.M.Schust.
- 小叶苔属 Fossombronia Raddi
- Simodon (S.O.Lindberg) Schiffner, 1893